# Zbitke
Zbitke est une localité de Croatie située dans la municipalité de Čabar, dans le comitat de Primorje-Gorski Kotar.